# John Eckstein
John (Johannes II) Eckstein (* um 1760 in Strelitz; † 1838 auf Barbados) war ein deutscher Maler, der überwiegend in England und später in den Vereinigten Staaten von Amerika lebte und arbeitete.

## Leben
Johannes oder angelsächsisch zumeist John Eckstein war der vermutlich in Mecklenburg-Strelitz geborene Sohn des Bildhauers und Malers Johannes Eckstein. Von 1787 bis 1802 war er auf den Ausstellungen der Royal Academy in London vertreten. Vater und Sohn werden im kunsthistorischen Schrifttum oftmals verwechselt oder gar für eine Person gehalten. John Eckstein arbeitete in London und Birmingham, als Marinemaler aber auch in der Karibik. Seine Mappe vom Mount Diamond 1804 widmete er dem britischen Admiral Samuel Hood. Porträts von ihm besitzt die National Portrait Gallery in London.

## Werke

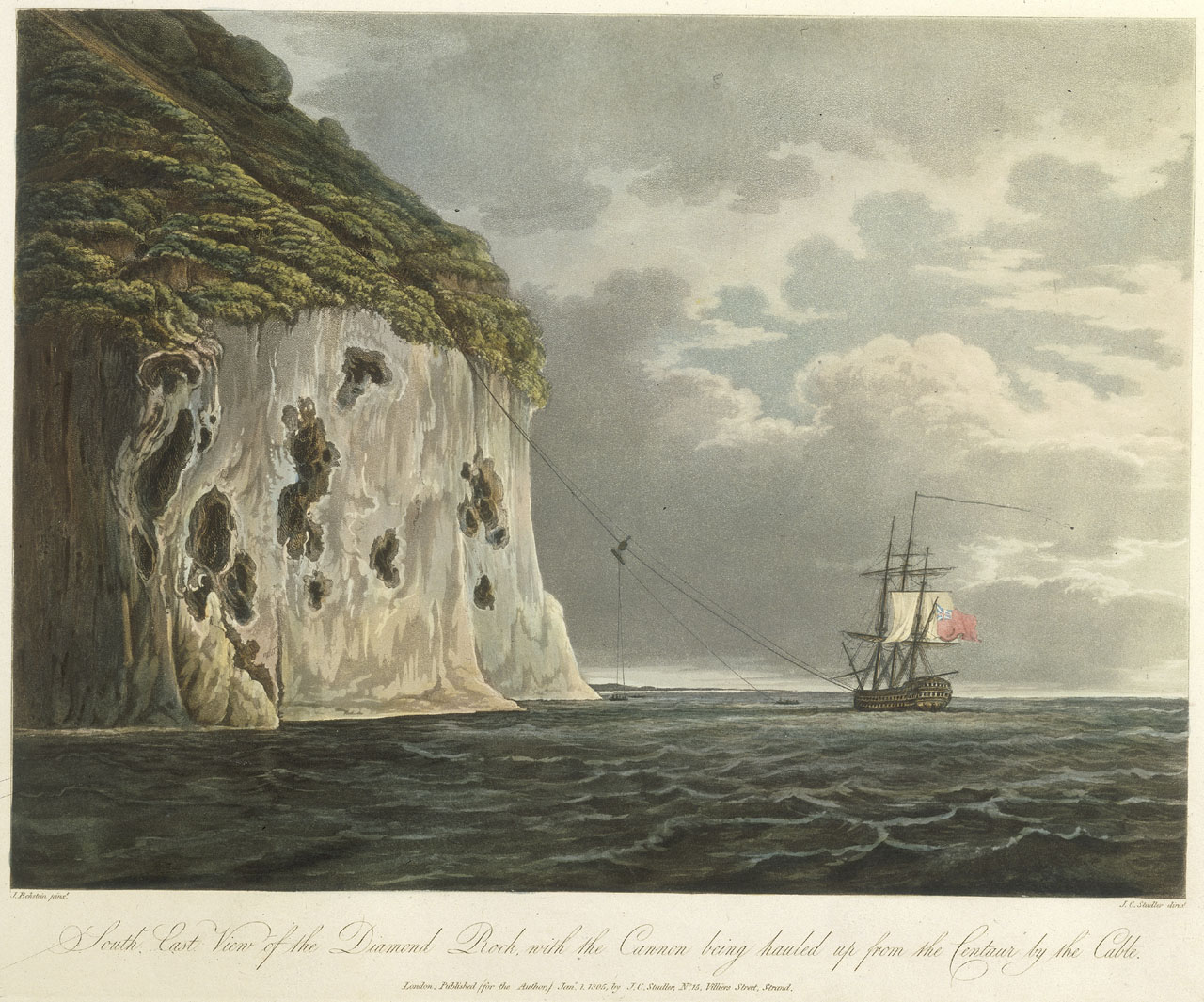
Linienschiff HMS Centaur (1797) beim Absetzen einer Kanone vor Diamond Rock (1804)

- Picturesque Views of the Diamond Rock taken on the spot and dedicated to Sir Samuel Hood, K.B., Commodore and Commander in Chief of His Majesty's Ships and Vessels employed in the Windward and Leeward Charibbee Islands. Published for the author by J.C. Stadler, London 1805.